# Nina Chuba

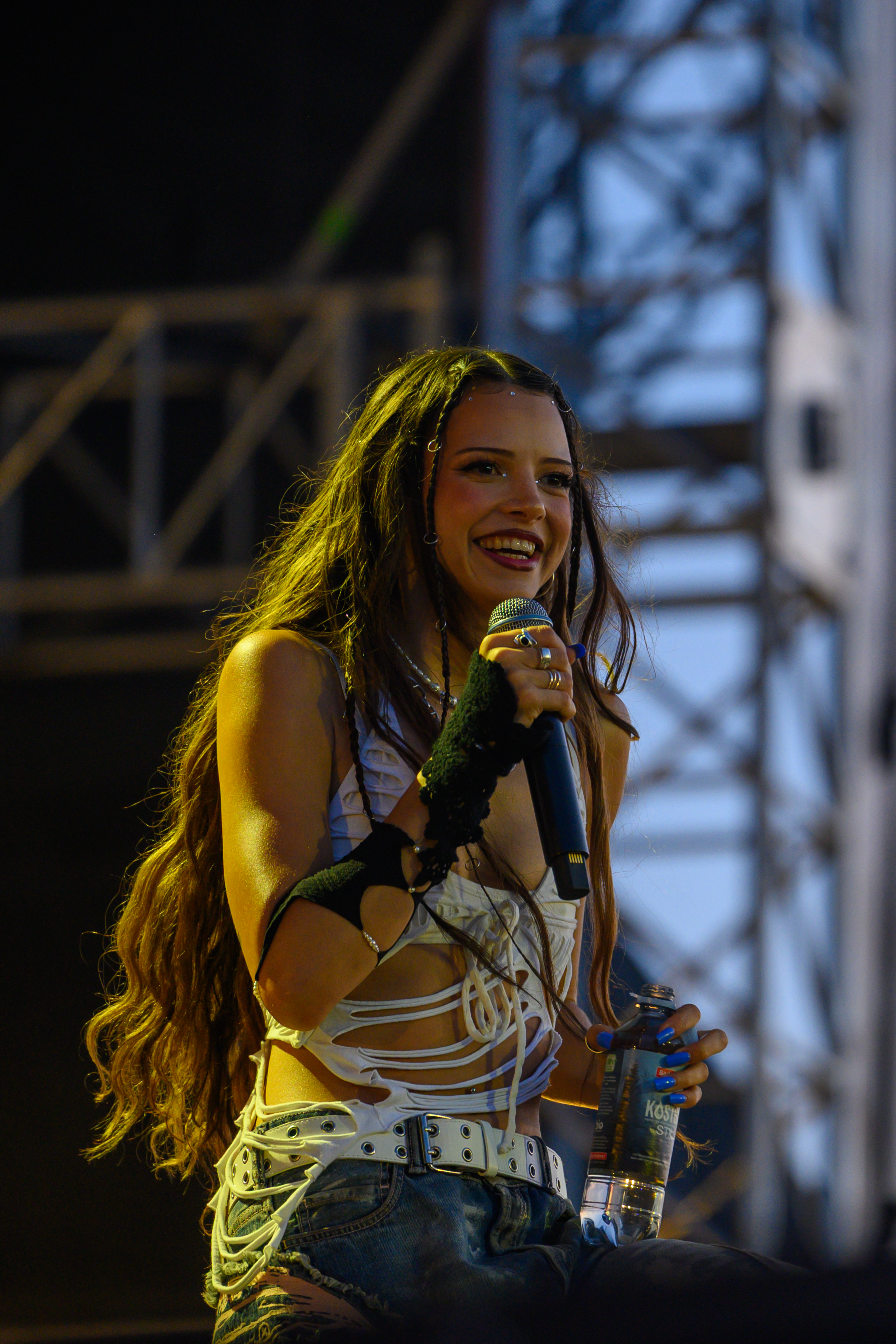
Nina Chuba auf dem Southside Festival 2025

Nina Chuba (bürgerlich Nina Katrin Kaiser; * 14. Oktober 1998 in Wedel) ist eine deutsche Sängerin, Rapperin, Songwriterin und Schauspielerin. Der Durchbruch im deutschsprachigen Raum gelang ihr 2022 mit dem Song Wildberry Lillet.

## Leben

### Kindheit und Schauspiel
Nina Katrin Kaiser wurde 1998 in Wedel bei Hamburg geboren. Als Kind beschäftigte sie sich unter anderem mit Kunstturnen und Klavierspielen.
Sie stand bereits im Alter von sieben Jahren erstmals vor der Kamera, als sie die Rolle der jüngsten Ermittlerin (Marie Krogmann) in der Kinderserie Die Pfefferkörner übernahm. Im Vorspann der Folgen wurde sie damals aus Gründen des Persönlichkeitsschutzes Nina Flynn genannt. Von ihrem ersten selbst verdienten Geld aus ihrem Mitwirken an der Serie kaufte sie sich u. a. ein Klavier.
In den Jahren darauf wirkte sie als Kinderdarstellerin an zahlreichen Serien und Filmen mit. Sie trat unter anderem in der Serie Notruf Hafenkante und in dem Fernsehfilm Eine Hand wäscht die andere auf. Auch in weiteren Produktionen war sie in Hauptrollen zu sehen, so in Das Traumschiff – Hawaii und Letzte Spur Berlin.
Ab 2016 war sie Sängerin und Songwriterin der in der Musikschule der Stadt Wedel gegründeten Band BLIZZ. Im April 2018 veröffentlichte diese ihre erste EP mit dem Titel Something New. Ende 2018 verließ sie die Band und zog im folgenden Jahr nach Berlin.

### Musikalische Anfänge als Nina Chuba
Dort begann, unter dem Künstlernamen Nina Chuba, mit dem Stück My Time ihre Solokarriere als Sängerin und Songwriterin. 2020 erschien ihre Debüt-EP Power. Im folgenden Jahr veröffentlichte sie die zweite EP Average. Im Oktober 2021 erschien Chubas erstes deutschsprachiges Lied Neben mir. Seither veröffentlichte sie überwiegend Lieder in deutscher Sprache. Im Juli 2022 übernahm sie den Gesang des House-Hits Heavy Metal Love des DJ- und Produzenten-Duos twocolors. Auf YouTube wird sie mit ihrem bürgerlichen Namen als eine der Autoren genannt.

### 2022–2023: Durchbruch mit Wildberry Lillet
Im August 2022 veröffentlichte sie das Lied Wildberry Lillet, mit dem sie Platz eins in den deutschen Singlecharts erreichte. 2022 trat sie unter anderem auf dem Deichbrand, dem Reeperbahn Festival und dem Lollapalooza-Festival auf.

Im Februar 2023 erschien ihr erstes Studioalbum Glas. Die ab 2021 veröffentlichten Singles Neben mir, Alles gleich, Femminello, Tracksuit Velours, Wildberry Lillet, Ich hass dich, Glatteis, Fieber und Mangos mit Chili sind auf dem Album enthalten. Glas ist in der ersten Woche in den Deutschen und Österreichischen Charts auf Platz 1 eingestiegen und ist damit ihr erstes Nummer-1-Album.

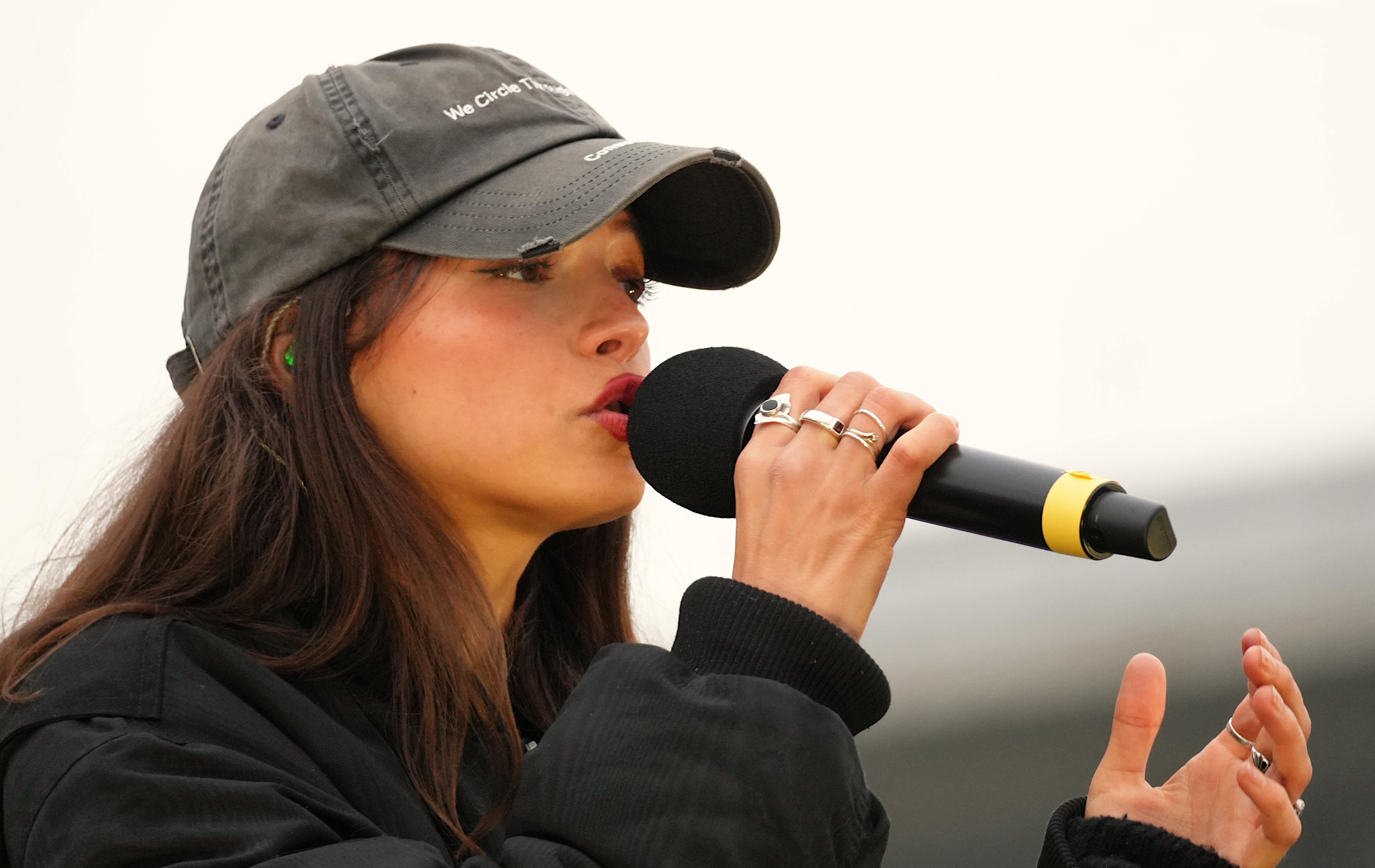
Nina Chuba (2025)

### Seit 2024: Farbenblind EP, zweites Album und Arena-Tour
Nach Veröffentlichung ihres Albums Glas nahm sich Chuba eine 13-monatige Pause, bevor sie im April und Mai 2024 ihre ausverkaufte Glas-Tour im D-A-CH-Raum spielte.
Im Dezember 2024 erschien ihre dritte EP Farbenblind –  diese beinhaltet auch eines ihrer erfolgreichsten Lieder: Fata Morgana.
Chubas zweites Studioalbum Ich lieb mich, ich lieb mich nicht soll am 19. September 2025 mit insgesamt 19 Songs erscheinen. Seit 2024 – auch schon vor der EP Farbenblind – erschienen bereits Single-Auskopplungen wie Nina, Ende, Unsicher und zuletzt Rage Girl.
Des Weiteren spielt Nina Chuba 2025 zahlreiche Open-Air-Konzerte und will im Oktober und November auf große Arena-Tour in Deutschland und der Schweiz gehen.

## Filmografie

### Fernsehen
- 2008–2010: Die Pfefferkörner (Fernsehserie, 28 Folgen)
- 2010: Großstadtrevier – Liebeslügen (Fernsehserie, Folge 299)
- 2012: Eine Hand wäscht die andere (TV-Film)
- 2016: Notruf Hafenkante – Stumme Angst (Fernsehserie)
- 2016: Dr. Klein – Überraschungen (Fernsehserie)
- 2018: Das Traumschiff – Hawaii (Fernsehserie)
- 2018: Letzte Spur Berlin – Todesspiel (Fernsehserie)
- 2019: Sechs auf einen Streich – Das Märchen von den zwölf Monaten (Fernsehserie)[24]
- 2020–2021: Bettys Diagnose (Fernsehserie, 13 Folgen)
- 2023: Intimate. (Fernsehserie)
- 2023: Kurzstrecke mit Pierre M. Krause
- 2024: Wer stiehlt mir die Show?[25]
- 2024: Joko gegen Klaas – Das Duell um die Welt[26]
- 2025: Experte für alles (Folge 3)
- 2025: Till Tonight

### Kino
- 2011: Arschkalt
- 2023: Raus aus dem Teich (deutsche Synchronstimme von Chump)

## Diskografie
Studioalben

| Jahr | Titel Musiklabel         | Höchstplatzierung, Gesamtwochen, AuszeichnungChartplatzierungen (Jahr, Titel, Musiklabel, Platzierungen, Wochen, Auszeichnungen, Anmerkungen) | Höchstplatzierung, Gesamtwochen, AuszeichnungChartplatzierungen (Jahr, Titel, Musiklabel, Platzierungen, Wochen, Auszeichnungen, Anmerkungen) | Höchstplatzierung, Gesamtwochen, AuszeichnungChartplatzierungen (Jahr, Titel, Musiklabel, Platzierungen, Wochen, Auszeichnungen, Anmerkungen) | Anmerkungen                                                |
| Jahr | Titel Musiklabel         | DE | AT | CH | Anmerkungen                                                |
| ---- | ------------------------ | --- | --- | --- | ---------------------------------------------------------- |
| 2023 | Glas Jive Records (Sony) | DE1 Gold · (… Wo.)DE | AT1 (… Wo.)AT | CH5 Gold · (… Wo.)CH | Erstveröffentlichung: 24. Februar 2023 Verkäufe: + 110.000 |

## Auszeichnungen
1 Live Krone
- 2022: in der Kategorie „Hip-Hop/R&B-Song“ (für Wildberry Lillet)[27]
- 2022: in der Kategorie „Newcomer-Act“[28]
- 2023: in der Kategorie „Beste Künstlerin“[29]

Bravo Otto
- 2022: in der Kategorie „Sänger/in national“ (Silber)[30]
- 2023: in der Kategorie „Sänger/in national“ (Bronze)[31]
- 2024: in der Kategorie „Sänger/in national“ (Silber)[32]
- 2024: in der Kategorie „Social Engagement“ (Gold)[32]

GLAMOUR Women Of The Year Awards
- 2024: in der Kategorie „National Music Act“[33]

HipHop.de Awards
- 2022: in der Kategorie „Beste Newcomerin national“[34]

Preis für Popkultur
- 2023: in der Kategorie „Lieblingskünstlerin“[35]
- 2023: in der Kategorie „Lieblingsalbum“ (für Glas)[35]

Swiss Music Awards
- 2024: in der Kategorie „Best Breaking Act International“[36]

YouTube Awards
- 2023: in der Kategorie „Beste Newcomerin“[37]